# 羅培儀
羅培儀（2000年3月1日—）為臺灣女子籃球運動員，現效力於台電女籃。羅培儀來自花蓮縣吉安鄉，出身海星國小以及礁溪國中。姐姐羅培甄是羅培儀的啟蒙教練，小時候姐姐會把在校隊學到的東西教給羅培儀。2018年3月羅培儀在106學年度HBL女子組冠軍戰以三分球11投8中攻下37分，助隊完成二連后，個人抱走冠軍賽MVP，同年10月當選U18亞青女籃賽國手，並出任隊長。107學年度與姐姐幫助佛光大學奪得隊史首座UBA冠軍，108學年度考量未來職業生涯與姐姐一同轉學到世新大學，並助隊摘下隊史首座UBA冠軍。

## 外部連結
- 羅培儀在fiba.basketball（英语）
- 羅培儀在Eurobasket.com（球員）（英语）
- 羅培儀在Eurobasket.com（球員）（英语）